# Villa Pagliaia
Villa Pagliaia si trova in località Pagliaia nel comune di Castelnuovo Berardenga, in provincia di Siena.

## Storia e descrizione
La villa risale ai primi anni dell'Ottocento, quando fu fatta costruire da Giulio Bianchi Bandinelli.
L'edificio principale è a forma di "L", con il lato breve destinato ai servizi (scuderia, fattoria e servitù) e il lato maggiore destinato alla residenza padronale.
La facciata principale si trova davanti a un giardino pensile ed è caratterizzata da un'ampia scalinata che conduce al portone con lesene e trabeazione in pietra serena.
Il giardino pensile segue la conformazione all'italiana, con aiuole circolari circondate da basse siepi di bosso disposte simmetricamente in mezzo a un selciato di ghiaia. Ai lati sono disposte due vasche con fontana con bordi in pietra. Questo giardino è delimitato a est dalla villa, a nord dal boschetto romantico all'inglese, a sud da un muro con il portale d'accesso (con due pilastri sormontati da aquile imperiali scolpite) ed a ovest da un muretto in cotto ornato da vasi e statue: al centro il muretto si innalza fino a creare tre arcate scenografiche, affiancate da due grandi orci con agave bronzea.
Da questo lato si accede al pomario, con aiuole geometriche e vialetti rettilinei. In fondo al prospetto principale si apre un balconcino belvedere detto l'"Osservatorio".
Il parco romantico, uno dei primi della Toscana, fonde elementi neoclassici con il gusto per le rovine e il pittoresco in un ambiente naturale. Si estende sul lato nord per circa otto ettari, con un fitto bosco di lecci, cipressi, pini, querce ed altri alberi ad alto fusto. Nei sentieri tortuosi di questa zona, bordati da sassi appuntiti, si trovano vari arredi disposti in maniera apparentemente casuale, quali stele, finti sepolcreti, statue in terracotta con soggetti mitologici e piccoli edifici in stile neoclassico.
Il "Porticciolo" è una piccola costruzione che deve il suo nome al fatto di essersi in passato trovata sul bordo di un laghetto, interrato all'inizio del XX secolo. Altri edifici del parco sono il "Bagno della contessa", ai lati di una sorgente che dava le acque a una vasca ellittica, la "Stufa", ovvero la serra delle piante esotiche, il "Tempietto dell'amicizia", a base circolare con cupola emisferica, e il "Saccello", edificio a pianta rettangolare con un prospetto con colonne e serliana in travertino.